# René Taton
Pour les articles homonymes, voir Taton.
René Taton, né le 4 avril 1915 à L'Échelle (Ardennes) dans la ferme familiale et mort le 9 août 2004 à Ajaccio (Corse-du-Sud), est un historien des sciences, longtemps coéditeur, avec Suzanne Delorme, de la Revue d'histoire des sciences.
Avec Pierre Costabel, il dirigea le Centre Alexandre-Koyré. Il permit à l'historien des sciences d'acquérir un statut professionnel reconnu. Son Histoire générale des sciences (dernière édition 1996, PUF, Quadrige) est une référence majeure en matière d'histoire des sciences.

## Biographie

### Etudes primaires et secondaires
René Taton a été scolarisé à l'école de L'Échelle, avant d'entrer à l'École primaire supérieure et professionnelle de Mézières (Ardennes). Il poursuivra sa scolarisation en post-primaire dans les écoles normales d'instituteurs de Charleville et Nancy.
René Taton entame ses études supérieures à l'École normale supérieure de Saint-Cloud (promotion 1935), dont il sort avec une agrégation de mathématiques en 1941. Il est élève de Gaston Bachelard en 1946, alors que le gouvernement de l'époque commence à réformer le CNRS. Cette réorganisation du Centre National de Recherche Scientifique lui permet de commencer sa thèse sur Gaspard Monge, dans une  discipline alors toute nouvelle : l'histoire des sciences.
Durant ses études, René Taton aura eu l'occasion de croiser de nombreuses personnalités. Il rencontre Pierre Sergescu (réfugié roumain, ex-directeur de l'École polytechnique de Roumanie, Cercle de Maria Karsterska), mais aussi Maurice Daumas, Suzanne Delorme - Louet, Pierre Costabel et en 1948, George Sarton, directeur de la revue Isis. Via William Ivins (en) (1881-1961), conservateur au Metropolitan Museum of Art, il découvre des inédits de Girard Desargues.
En 1951, il présente sa thèse sur Monge, et une thèse complémentaire sur Desargues.

### Carrière professionnelle
En 1952, René Taton entre au CNRS, en section de philosophie, et y est le seul agrégé de mathématiques. De 1954 à 1971, il succède à Sergescu à la tête de l'ICSU (International Council of Scientific Unions), promu par l'Unesco d'après-guerre.
Il crée la Revue d'histoire des sciences, éditée aux Presses universitaires de France (PUF). Toujours aux PUF, il dirige la publication de l'Histoire générale des sciences. En 1957, il crée la section histoire des sciences de l'EHESS, avec la collaboration de Fernand Braudel et d'Alexandre Koyré. Il perpétue le centre qu'Alexandre Koyré voulait associer à sa direction d'études à l’EHESS en 1958, qui devient le Centre Alexandre-Koyré, et qu'il dirige avec Pierre Costabel de 1964 à 1983.
En 1971, il fonde avec Kenneth O. May et Adolf P. Youschkevitch la Commission internationale d'histoire des mathématiques (International Commission on the History of Mathematics, ICHM).
Le 9 août 2004, l'historien meurt à Ajaccio des suites d'une congestion cérébrale.

## Ses œuvres
- Pour continuer le calcul intégral (collection de l'Abbé Moreux), 1943
- Histoire du calcul, coll. « Que sais-je ? », 1946
- René Taton et Jean-Paul Flad, Le calcul mécanique, Presses universitaires de France, coll. « Que sais-je ? » no 367, Paris, 128 p.. Première édition : 1949, (BNF 31436467). Dernière édition : 1963, (BNF 33188980).
- Le calcul mental, Presses universitaires de France, coll. « Que sais-je ? » no 605, Paris. Première édition : 1953, 128 p., (BNF 32656165). Dernière édition : 1979, 126 p.,  (ISBN 2-13-035802-0), (BNF 34655169).
- Causalités et accidents de la découverte scientifique : illustration de quelques étapes caractéristiques de l'évolution des sciences, éditions Masson, coll. « Évolution des sciences » no 6, Paris, 1955, 172 p., (BNF 32656167).
- René Taton et Albert Flocon, La Perspective, Presses universitaires de France, coll. « Que sais-je ? » no 1050, Paris. Première édition : 1963, 128 p., (BNF 33188986). Dernière édition : 2005, 126 p.,  (ISBN 2-13-054852-0), (BNF 41007930).
- Histoire générale des sciences (de 1957 à 1964), réédition (1966-1983).
- Études d'histoire des sciences (recueillies pour son 85e anniversaire par Danielle Fauque, Myriana Ilic et Robert Halleux), éditions Brepols, coll. « De diversis artibus » no 47, Turnhout, 2000, 544 p.,  (ISBN 2-503-51007-8), (BNF 37734558), DOI 10.1484/M.DDA-EB.5.106659.
- Derniers écrits, 2000, réunis par R. Halleux
- Il est considéré, via ses travaux méticuleux sur Gaspard Monge (1746-1818) et Girard Desargues (1591-1661), comme le maître en histoire de la perspective : en particulier, il sort de l'ombre bon nombre de protagonistes dont le moindre n'est pas Johann Heinrich Lambert (1728-1777).

## L’Histoire générale des sciences
Cet ouvrage en 3 tomes et 4 volumes est une somme de 3 272 pages, coordonnée par René Taton, sur une décennie.
- 1er tome : sciences médiévales, fait appel à 21 auteurs.
- 2e tome : la Renaissance, 24 auteurs et H. Cohen.
- 3e tome : 25 auteurs dont 11 des 2 premiers ainsi que Youschkevitch et Zubov.
- 4e tome : 56 dont Ronchi.

Le Who's Who de Gillespie de 1970 permet dans la deuxième réédition de compléter l'ouvrage. L'édition du Quadrige en 1996 permet une large diffusion de cet ouvrage, qui reste encore une référence en méthodologie pour les historiens des sciences.

## Correspondance
Sa correspondance est très abondante. Il a été en relation avec Jean Rostand, le peintre Amédée Ozenfant, et Le Corbusier, qui le consulte pour l'ouvrage : Le Modulor, ainsi qu'avec George Sarton, directeur de Isis.

## Prix et distinctions
- 1997 : Prix Kenneth O. May
- 1997 : Médaille Alexandre-Koyré